# Modern Guilt
| Совокупная оценка    | Совокупная оценка |
| Источник             | Оценка            |
| -------------------- | ----------------- |
| Metacritic           | (77/100)          |
| Оценки критиков      |                   |
| Источник             | Оценка            |
| Allmusic             | [ 2 ]             |
| The A.V. Club        | B                 |
| Entertainment Weekly | B+                |
| The Guardian         | [ 5 ]             |
| The Independent      | [ 6 ]             |
| Los Angeles Times    | [ 7 ]             |
| Pitchfork Media      | (7.0/10)          |
| PopMatters           | [ 9 ]             |
| Robert Christgau     | [ 10 ]            |
| Rolling Stone        | [ 11 ]            |
| Spin                 | (7/10)            |
| The Times            | [ 13 ]            |

Modern Guilt — студийный альбом американского музыканта Бека, выпущенный 8 июля 2008 года. Этим альбомом на данный момент заканчивается контракт Бека с лейблом Interscope Records. За пределами Северной Америки альбом выпущен на лейбле XL Recordings. В двух песнях в альбоме участвует американская певица-минималистка Cat Power. Спродюсирован альбом самим Беком совместно с Danger Mouse (Брайаном Бёртоном). Виниловое издание и MP3 в 320 кбит/с, которое можно скачать, вышло 22 июля 2008 года.

## Об альбоме
Альбом вошёл в Billboard 200 и в Canadian Albums Chart под номером 4 и первый раз попал в Топ-10 UK Albums Chart под номером 9. Альбом также был лучшим результатом Бека в Австралии, достигнув 13 места. В первую неделю в США было продано 84 тысячи копий альбома, хотя успеху это не соответствовало, так как прошлый альбом, The Information, был продан тиражом в 99 тысяч копий за то же время. В Канаде альбом был продан тиражом более 6 тысяч копий в первую неделю.
Альбом получил множество положительных отзывов после выхода, заработав рейтинг 77 из 100 у Metacritic. В Allmusic сказали, что это «эффективная доза паранойи 21-го века». Были и некоторые отрицательные отзывы, например, PopMatters заявил, что альбому не хватает уникальных резонирующих тембров, а The Guardian назвала его «проектом тщеславия». В декабре 2008 года Modern Guilt был номинирован на премию «Лучший альтернативный альбом» на 51-й церемонии «Грэмми», но победителями оказались Radiohead с альбомом In Rainbows.

## Награды
| Издание       | Страна         | Награда                 | Год  | Место |
| ------------- | -------------- | ----------------------- | ---- | ----- |
| Q             | Великобритания | 50 Лучших Альбомов Года | 2008 | #23   |
| Rolling Stone | США            | 50 Лучших Альбомов Года | 2008 | #8    |
| WERS Boston   | США            | 50 Лучших Альбомов Года | 2008 | #6    |

## Акустические сессии
В июле-сентябре 2009 года Beck загрузил видео, где он играл в студии. Эти видео появилось исключительно на beck.com и vimeo.com. Эти акустические сессии были записаны ранее в этом же году, после тура по Японии. Четыре неопределенных трека вышли как официальное EP.

## История издания
| Регион         | Дата             | Лейбл | Формат          | Каталог     | Ссылка |
| -------------- | ---------------- | ----- | --------------- | ----------- | ------ |
| Остальной мир  | 8 июля 2008 года | DGC   | Загрузка файлов | —           | [ 26 ] |
| Аргентина      | 8 июля 2008 года | DGC   | CD              | 1775441     | [ 26 ] |
| Австралия      | 8 июля 2008 года | DGC   | CD              | 1775441     | [ 26 ] |
| Канада         | 8 июля 2008 года | DGC   | CD              | B001150702  | [ 26 ] |
| США            | 8 июля 2008 года | DGC   | CD              | B0011507-02 | [ 26 ] |
| США            | 8 июля 2008 года | DGC   | LP              | B0011630-01 | [ 26 ] |
| Великобритания | 8 июля 2008 года | DGC   | CD              | B001150702  | [ 26 ] |
| Великобритания | 8 июля 2008 года | XL    | CD              | XLCD369     | [ 26 ] |
| Великобритания | 8 июля 2008 года | XL    | LP              | XLLP 369    | [ 26 ] |
| Европа         | 8 июля 2008 года | XL    | LP              | XLLP 369    | [ 26 ] |
| CD             | 8 июля 2008 года | XL    | XLCD369         |             | [ 26 ] |

## Список композиций
Все песни написал Бек, кроме «Walls», написанной Полом Гиотом, Полом Пиотом, Danger Mouse и Беком.
| №   | Название                                                  | Длительность |
| --- | --------------------------------------------------------- | ------------ |
| 1.  | «Orphans» (С вокалом Cat Power и басом Джейсона Фолкнера) | 3:15         |
| 2.  | «Gamma Ray»                                               | 2:57         |
| 3.  | «Chemtrails» (С басом и гитарой Джейсона Фолкнера)        | 4:40         |
| 4.  | «Modern Guilt»                                            | 3:14         |
| 5.  | «Youthless»                                               | 3:00         |
| 6.  | «Walls» (С вокалом Чана Маршала)                          | 2:20         |
| 7.  | «Replica»                                                 | 3:25         |
| 8.  | «Soul of a Man»                                           | 2:36         |
| 9.  | «Profanity Prayers»                                       | 3:43         |
| 10. | «Volcano»                                                 | 4:26         |

| №  | Название               | Длительность |
| -- | ---------------------- | ------------ |
| 1. | «Vampire Voltage No.6» | 2:20         |
| 2. | «Bonfire Blondes»      | 2:26         |
| 3. | «Half & Half»          | 3:21         |
| 4. | «Necessary Evil»       | 3:35         |
| 5. | «Gamma Ray» (видео)    | 2:54         |
| 6. | «Youthless» (видео)    | 2:51         |
| 7. | «Modern Guilt» (видео) | 3:14         |
| 8. | «Replica» (видео)      | 3:24         |